# 長野新十郎
長野 新十郎（ながの しんじゅうろう、1884年（明治17年）7月22日 - 1958年（昭和33年））は、教育者であり、実業家でもある。大阪高等商業学校（現：大阪公立大学）教授を経て、大阪無線電気学校の初代校長。岡山県高梁市出身。

## 経歴

### 生い立ち
1884年（明治17年）に岡山県上房郡高梁町（現：高梁市）で生まれる。その後、旧制岡山県立高梁中学（現：岡山県立高梁高等学校）へ入学し、同期には山発産業社長になる山本発次郎、日本競馬会（現：日本中央競馬会）常務理事になる横屋潤がいた。1904年（明治37年）同校を卒業する。
第六高等学校へ進学し第二部（工理農コース）理科乙類（医薬農学部進学コース）でドイツ語を学ぶ。1907年（明治40年）京都帝国大学理工科大学に入学し、1911年（明治44年）に同大学製造化学科を卒業した。

### 実業家として
卒業後、1911年8月に神戸税関鑑定官補となり、翌年1912年（大正元年）11月14日、大阪高等商業学校（現：大阪公立大学）で物理・化学の教授となる。1918年（大正7年）同校の教授を辞職し、笹野梅太郎が経営する南海醋酸株式会社の取締役・技師として働く傍ら、自らも真鍮合金製造業を営んでいた。
1924年（大正13年）に長野乾電池製作所を創業し、1925年（大正14年）41歳頃には、ラジオ製造会社である長野新十郎商店を営み、大阪放送局（現：NHK大阪放送局）に出資するなど実業家として活動していた。同時期に長野は、乾電池の売り込み先の顧客として内田作蔵（初代・大阪電気通信大学学長・設立者）と出会った。内田はこの頃、ラジオの普及宣伝を行うためにラジオ研究会を立上げていた。
1927年（昭和2年）には、私立大阪工科学校電気科の講師を勤め、教育にも再び携わっていた。1931年（昭和6年）に満州事変が勃発、遠隔地に素早く情報交換が出来る通信士の養成が求められるようになり、十数校の私立無線電話学校が続々と創設されていく中で、そのほとんどは無線通信士の養成が主立ったものであったが、1932年3月、内田により、無線技術者の養成を目指した大阪無線電気学校を大阪市東区京町（現・大阪市中央区）設立した。大阪では唯一の通信科と技術科を擁する学校であり、校長には、学校経営と教育方針については関わらないことを条件として、実業家で工学士の長野が就任した。

### 校長時代
前述の経緯もあり、長野は教育者というより、営利重視の事業家であった。学校は当初、普通科1年、高等科1年の構成であり、1936年（昭和11年）に新校舎を建設し大阪市東住吉区矢田富田町に移転した。これに伴い、1937年には無線通信科、無線技術科、電気工学科の3科制となり、予科1年（入学資格：乙種実業学校卒業程度、授業料等55円）、本科2年（中等学校（現・高等学校）卒業程度、73円50銭）の3年制となっていた。
また、長野の大阪無線電気学校校長とは名義だけであり、学校運営や教育については内田が担っていたものと考えられる。当時、文部省管轄の私立校では、無線実験設備としての送受信機の設置について逓信省の不認可が相次いだ。1938年（昭和13年）大阪無線電気学校では、一部生徒が校長の長野に何度も送受信機の設置の交渉をお願いしていたが聞き入れてもらえなかった。このため、それなら生徒だけで逓信省に独断で請願するというところまで高まる騒動が発生した。
内田はこの騒動を察知し、生徒を守るため、東京まで同行してほしいとの生徒からの要望に応え、無茶を承知で逓信省に出かけている。これを契機に学生から長野校長排斥運動が起こったが、長野は自己名義の学校を守るため、反対に内田を排除すべく動いた。この動きに内田は、学校と生徒を守るために世間を騒がせることを望まず、長野氏とはこれ以上協働することは続けられないということで、大阪無線電気学校から身を引いた。この後、大阪無線電気学校は国家総動員法によって1943年9月に廃止。学校設備は官立無線電信講習所大阪支所に移管された。
戦後、1951年（昭和26年）に白井清を校長として再開したが、程なくして1956年2月、大阪電気通信高等学校に統合されることになる。長野は他にも、大阪工業技術学校の校長を務めている。